# Стефан (Катэс)
Епи́скоп Стефан (греч. Επίσκοπος Στέφανος, в миру Афана́сиос Катэ́с, греч. Ἀθανάσιος Κατές; род. 1 октября 1969, Цюрих) — архиерей Константинопольской православной церкви, епископ Стратоникейский (с 2016), викарий Леросской митрополии.

## Биография
Начальное образование получил в городе Трикала, в Фессалии.
В 1985 году поступил в военное училище по окончании которого в течение двенадцати лет отдал военной службе в звании лейтенанта.
В 1998 году оставил военную карьеру и 6 января 1999 года митрополитом Леросским Нектарием (Хаджимихалисом) был хиротонисан во диакона с наречением имени Стефан. Окончил богословский факультет Университета Аристотеля в Салониках.
9 декабря 2001 года состоялась его хиротония во пресвитера для служения в соборе на острове Калимнос, где с 2002 года он также исполнял обязанности директора детского дома для мальчиков. В январе 2004 года был переведён в Благовещенский собор на острове Лерос и предпринял большие труды по его реставрации. В декабре 2010 года официально назначен проповедником митрополии.
В сентябре 2015 года был возведен в достоинство архимандрита.
28 ноября 2016 года был избран для рукоположения во епископа Стратоникейского, викария Леросской митрополии.
27 декабря 2016 года в Благовещенском храме в Платаносе на остров Лерос состоялась его хиротония во епископа. Хиротонию совершили: митрополит Леросский, Калимносский и Астипалейский Паисий (Аравантинос), митрополит Родосский Кирилл (Койеракис), митрополит Приконисский Иосиф (Харкиолакис) и митрополит Адрианопольский Амфилохий (Стергиу).